# Всемирная конвенция об авторском праве
Всемирная конвенция об авторском праве (ВКАП) (иногда Женевская или Парижская конвенция, в зависимости от редакции документа) (англ. Universal Copyright Convention) — международное соглашение по охране авторского права, действует под патронажем ЮНЕСКО. Принята на Межправительственной конференции по авторскому праву в Женеве 6 сентября 1952 года. Задача конвенции состояла в том, чтобы ни одна страна не оставалась вне рамок международной системы охраны авторского права.

## Содержание
ВКАП предусматривает более низкий уровень охраны авторских прав по сравнению с Бернской конвенцией. Это связано с тем, что Женевская конвенция разрабатывалась и принималась с целью присоединения к ней как можно большего числа государств, в том числе и тех, которые по тем или иным причинам не могут обеспечить уровень охраны авторских прав, предусмотренный Бернской конвенцией.
В отличие от Бернской конвенции (которая исходит из факта создания произведения как достаточного основания охраны авторских прав на него), ВКАП предусматривает выполнение определенных формальностей для предоставления такой охраны в отдельных странах-участницах. Данные формальности связаны с тем, что в некоторых странах для того, чтобы произведение охранялось, необходимо депонирование экземпляров, регистрация или другие формальные действия. Поэтому ст. 3 ВКАП установлено, что такие требования считаются выполненными, если, начиная с первого выпуска в свет произведения, все его экземпляры будут иметь знак в виде латинской буквы C, заключенной в окружность (© — знак охраны авторского права) с именем владельца данного произведения и указанием года первого выпуска в свет. Минимальный срок охраны авторских прав, установленный ВКАП, равен двадцати пяти годам.
Всемирная конвенция об авторском праве установила специальные правила в отношении стран — участниц Бернской конвенции. Первое правило гласит: если какая-либо страна выйдет из Бернского союза после 1 января 1951 года, то произведения, страной происхождения которых она является, не будут пользоваться в странах Бернского союза охраной, предоставляемой Всемирной конвенцией. Второе правило устанавливает, что положения ВКАП не применяются в отношениях между странами, связанными Бернской конвенцией, к охране произведений, страной происхождения которых, согласно условиям Бернской конвенции, является одна из стран этого союза.
С 5 по 24 июля 1971 года в Париже состоялась конференция по пересмотру ВКАП, на которой 24 июля 1971 года была принята новая (Парижская) действующая редакция конвенции.
СССР присоединился к Женевской версии ВКАП 27 мая 1973 года.
Правительство Российской Федерации 3 ноября 1994 года выпустило Постановление, где, в частности, заявило о присоединении России к Всемирной конвенции об авторском праве в редакции 1971 года (Парижской) и дополнительным Протоколам 1 и 2.